# فارول (تگزاس)
فارول، تگزاس(به انگلیسی: Farwell, Texas) شهری در ایالت تگزاس از ایالات جنوبی ایالات متحده آمریکا است. در سرشماری سال ۲۰۰۰، جمعیت این شهر ۱۳۶۴ نفر اعلام شد.